# Kamenski Hrib
Kamenski Hrib je naselje u Hrvatskoj u sastavu Grada Čabra. Nalazi se u Primorsko-goranskoj županiji. 

## Zemljopis
Sjeverozapadno su Kraljev Vrh i Okrivje su Gornji Žagari, sjeveroistočno, istočno i jugoistočno je rijeka Čabranka a preko nje Slovenija, sjeveroistočno u Sloveniji su Papeži, Belica i Bezgarji, sjeveroistočno u Hrvatskoj su Donji Žagari i Mandli, jugoistočno u Hrvatskoj je Plešce, južno-zapadno je Požarnica, južno su Podstene i Fažonci, južno-jugoistočno su Zamost i Smrekari, jugozapadno su Smrečje, Prhci Pršleti i Mali Lug.

## Stanovništvo
| broj stanovnika | 56    | 74    | 45    | 55    | 70    | 74    | 68    | 56    | 74    | 75    | 72    | 55    | 45    | 24    | 13    | 6     | 4     |
|                 | 1857. | 1869. | 1880. | 1890. | 1900. | 1910. | 1921. | 1931. | 1948. | 1953. | 1961. | 1971. | 1981. | 1991. | 2001. | 2011. | 2021. |